# 8225 Емерсон
8225 Емерсон (8225 Emerson) — астероїд головного поясу, відкритий 16 серпня 1996 року.
Тіссеранів параметр щодо Юпітера — 3,216.
Названий на честь британського астронома Девіда Емерсона.